# کیم باور
الیشا کاتبرت (کیم باور) یک کدام از شخصیت‌های اصلی سریال ۲۴ است و در این فیلم نقش آفرینی کرده‌است.

## نقش آفرینی در۲۴
کیم باور در فصل‌های ۱٬۲٬۳٬۵٬۷٬۸ حضور دارد.

### فصل ۱
در این فصل کیم دختری نوجوان از خانواده باور است در اپیزود یکم دست به فرار از خانه می‌زند و مادرش تری می‌خواهد او را پیدا کند و در جریاناتی تروریست‌ها آنان را به گروگان می‌گیرند تا از پدرش جک باور استفاده کنند ولی در آخر جک موفق به نجات همسر و دخترش می‌شود، اما همسرش تری در جریان دستگیری خائنی به نام نینامایرز کشته می‌شود.

### فصل ۲
در این فصل کیم پدرش را مقصر کشته شدن مادرش می‌داند و در خانه شخصی کار می‌کند و از دخترش مگان مراقبت می‌کند و جریاناتی برایش رخ می‌دهد؛ ولی در آخر فصل کیم به اشتباهش پی می‌برد و می‌فهمد که پدرش مقصر نیست.

### فصل ۳
در این فصل کیم در کنار پدرش کار در واحد CTU کار می‌کند و با شخصی به نام چیس ادمونز رابطه احساسی دارد.

### فصل ۵
در این فصل کیم می‌فهمد که پدرش زنده است و چیس ادمونز او را رها کرده‌است.

### فصل‌های۷و۸
در این فصل‌ها کیم ازدواج کرده‌است و صاحب دختری شده و نام او را به یاد مادرش تری گذاشته‌است.